# Final de la Copa Bicentenario 2021
La Final de la Copa Bicentenario 2021 fue la segunda final de la competición, la disputaron los dos ganadores de las Semifinales. La sede fue el estadio Alejandro Villanueva, y se disputó el 27 de julio de 2021. El ganador clasificó a la Supercopa Peruana 2022 junto con el campeón de la Liga 1 2021, también se hizo acreedor del cupo Perú 4 para la Copa Sudamericana 2022.
Por primera vez dos clubes de la Liga 1 se encontraron en la Final, por un lado Sporting Cristal, que vino de ganar la Fase 1 de la Liga 1 2021 ganando 9 de los 10 partidos que disputó, además se metió en la Final ganado sus 3 partidos que jugó, reafirmando su favoritismo de salir campeón es este certamen. Por otro lado, se encontró el Club Carlos A. Mannucci que vino de quedar quinto en su grupo en la Fase 1 y octavo en la Tabla acumulada, su andadura en el torneo cumplió más de las expectativas iniciales, empezaron ganado a Melgar que hizo una buena actuación en la Copa Sudamericana 2021, además tuvo una cómoda llave con Deportivo Llacuabamba, sufrió con UTC y Atlético Grau, sin embargo terminó clasificándose a la Final. 
El último duelo previo entre ambos fue el 30 de septiembre de 2020 por la Fecha 15 de la Fase 1 de la Liga 1 2020, donde el resultado final fue 3–3.

## Participantes
| Región                      | Equipo             | Categoría        |
| --------------------------- | ------------------ | ---------------- |
| Departamento de La Libertad | Carlos A. Mannucci | Primera División |
| Departamento de Lima        | Sporting Cristal   | Primera División |

## Camino a la Final
| Sporting Cristal                        | Sporting Cristal                        | Eliminatoria           | Carlos A. Mannucci    | Carlos A. Mannucci |
| --------------------------------------- | --------------------------------------- | ---------------------- | --------------------- | ------------------ |
| Rival                                   | Resultado                               | Fase                   | Rival                 | Resultado          |
| No jugó por ser el campeón de la Liga 1 | No jugó por ser el campeón de la Liga 1 | Dieciseisavos de final | FBC Melgar            | 1–2                |
| Cusco FC                                | 2–3                                     | Octavos de final       | Deportivo Llacuabamba | 0–3                |
| Ayacucho FC                             | 0–2                                     | Cuartos de final       | UTC                   | 0–0 (2:4 pen.)     |
| Unión Comercio                          | 0–2                                     | Semifinales            | Atlético Grau         | 2–2 (3:5 pen.)     |

## Enfrentamiento
| 27 de julio, 21:00 | Sporting Cristal | 2:1 (0:0) | Carlos A. Mannucci   | Estadio Alejandro Villanueva, Lima |                           |
| | Liza 58', 68'    | Reporte   | Rodríguez 66' (pen.) | Árbitro(s): Edwin Ordóñez          | Árbitro(s): Edwin Ordóñez |
| El partido estaba programado para las 19:00 (UTC-5) pero debido a problemas de iluminación, se aplazó hasta las 21:00 (UTC-5). |                  |           |                      |                                    |                           |

## Partido
| 13    | POR   | Alejandro Duarte    |     |
| 15    | DEF   | Jhilmar Lora        |     |
| 4     | DEF   | Gianfranco Chávez   |     |
| 5     | DEF   | Omar Merlo          |     |
| 2     | DEF   | Johan Madrid        |     |
| 7     | MED   | Horacio Calcaterra  | 86' |
| 16    | MED   | Jesús Castillo      |     |
| 17    | MED   | Christofer Gonzales |     |
| 10    | DEL   | Jhon Marchán        | 45' |
| 8     | DEL   | Alejandro Hohberg   | 69' |
| 21    | DEL   | Irven Ávila         | 75' |
| D. T. | D. T. | Roberto Mosquera    |     |

| 12    | POR   | Manuel Heredia      |     |
| 25    | DEF   | Eduardo Rabanal     | 86' |
| 3     | DEF   | Gonzalo Godoy       |     |
| 13    | DEF   | Horacio Benincasa   |     |
| 4     | DEF   | Rafael Lutiger      |     |
| 11    | MED   | Javier Núñez        | 86' |
| 31    | MED   | Jean Pierre Fuentes |     |
| 23    | MED   | Jesús Barco         | 73' |
| 10    | MED   | Felipe Rodríguez    |     |
| 19    | DEL   | Mauro Guevgeozián   | 73' |
| 29    | DEL   | Rely Fernández      |     |
| D. T. | D. T. | Pablo Peirano       |     |

| 30 | DEL | Percy Liza         | 45' |
| 25 | MED | Martín Távara      | 69' |
| 20 | DEL | Joao Grimaldo      | 75' |
| 22 | DEF | Alejandro González | 86' |

| 28 | MED | David Dioses          | 73' |
| 22 | DEL | José Carlos Fernández | 73' |
| 17 | DEL | Kleiber Palomino      | 86' |
| 7  | DEL | Osnar Noronha         | 86' |

| 58' · 68' | Percy Liza | 1:0 2:1 |

| 66' | Felipe Rodríguez | 1:1 |

| 30' · 78' · 90+3' | Horacio Calcaterra Martín Távara Alejandro González |

| 35' · 71' · 77' · 86' | Rely Fernández Horacio Benincasa Eduardo Rabanal Jean Pierre Fuentes |

| Principal  | Edwin Ordóñez   |
| Asistentes | Abraham Loayza  |
|            | Álex Valdiviezo |
| Cuarto     | Hibert Villegas |

|  |                    |     |     |
|  | Tiros              | 12  | 6   |
|  | Tiros a puerta     | 7   | 2   |
|  | Faltas             | 16  | 21  |
|  | Saques de esquina  | 7   | 1   |
|  | Fueras de juego    | 4   | 2   |
|  | Posesión del balón | 61% | 39% |

| 13    | POR   | Alejandro Duarte    |     |
| 15    | DEF   | Jhilmar Lora        |     |
| 4     | DEF   | Gianfranco Chávez   |     |
| 5     | DEF   | Omar Merlo          |     |
| 2     | DEF   | Johan Madrid        |     |
| 7     | MED   | Horacio Calcaterra  | 86' |
| 16    | MED   | Jesús Castillo      |     |
| 17    | MED   | Christofer Gonzales |     |
| 10    | DEL   | Jhon Marchán        | 45' |
| 8     | DEL   | Alejandro Hohberg   | 69' |
| 21    | DEL   | Irven Ávila         | 75' |
| D. T. | D. T. | Roberto Mosquera    |     |

| 12    | POR   | Manuel Heredia      |     |
| 25    | DEF   | Eduardo Rabanal     | 86' |
| 3     | DEF   | Gonzalo Godoy       |     |
| 13    | DEF   | Horacio Benincasa   |     |
| 4     | DEF   | Rafael Lutiger      |     |
| 11    | MED   | Javier Núñez        | 86' |
| 31    | MED   | Jean Pierre Fuentes |     |
| 23    | MED   | Jesús Barco         | 73' |
| 10    | MED   | Felipe Rodríguez    |     |
| 19    | DEL   | Mauro Guevgeozián   | 73' |
| 29    | DEL   | Rely Fernández      |     |
| D. T. | D. T. | Pablo Peirano       |     |

| 30 | DEL | Percy Liza         | 45' |
| 25 | MED | Martín Távara      | 69' |
| 20 | DEL | Joao Grimaldo      | 75' |
| 22 | DEF | Alejandro González | 86' |

| 28 | MED | David Dioses          | 73' |
| 22 | DEL | José Carlos Fernández | 73' |
| 17 | DEL | Kleiber Palomino      | 86' |
| 7  | DEL | Osnar Noronha         | 86' |

| 58' · 68' | Percy Liza | 1:0 2:1 |

| 66' | Felipe Rodríguez | 1:1 |

| 30' · 78' · 90+3' | Horacio Calcaterra Martín Távara Alejandro González |

| 35' · 71' · 77' · 86' | Rely Fernández Horacio Benincasa Eduardo Rabanal Jean Pierre Fuentes |

| Principal  | Edwin Ordóñez   |
| Asistentes | Abraham Loayza  |
|            | Álex Valdiviezo |
| Cuarto     | Hibert Villegas |

|  |                    |     |     |
|  | Tiros              | 12  | 6   |
|  | Tiros a puerta     | 7   | 2   |
|  | Faltas             | 16  | 21  |
|  | Saques de esquina  | 7   | 1   |
|  | Fueras de juego    | 4   | 2   |
|  | Posesión del balón | 61% | 39% |

| 13    | POR   | Alejandro Duarte    |     |
| 15    | DEF   | Jhilmar Lora        |     |
| 4     | DEF   | Gianfranco Chávez   |     |
| 5     | DEF   | Omar Merlo          |     |
| 2     | DEF   | Johan Madrid        |     |
| 7     | MED   | Horacio Calcaterra  | 86' |
| 16    | MED   | Jesús Castillo      |     |
| 17    | MED   | Christofer Gonzales |     |
| 10    | DEL   | Jhon Marchán        | 45' |
| 8     | DEL   | Alejandro Hohberg   | 69' |
| 21    | DEL   | Irven Ávila         | 75' |
| D. T. | D. T. | Roberto Mosquera    |     |

| 12    | POR   | Manuel Heredia      |     |
| 25    | DEF   | Eduardo Rabanal     | 86' |
| 3     | DEF   | Gonzalo Godoy       |     |
| 13    | DEF   | Horacio Benincasa   |     |
| 4     | DEF   | Rafael Lutiger      |     |
| 11    | MED   | Javier Núñez        | 86' |
| 31    | MED   | Jean Pierre Fuentes |     |
| 23    | MED   | Jesús Barco         | 73' |
| 10    | MED   | Felipe Rodríguez    |     |
| 19    | DEL   | Mauro Guevgeozián   | 73' |
| 29    | DEL   | Rely Fernández      |     |
| D. T. | D. T. | Pablo Peirano       |     |

| 30 | DEL | Percy Liza         | 45' |
| 25 | MED | Martín Távara      | 69' |
| 20 | DEL | Joao Grimaldo      | 75' |
| 22 | DEF | Alejandro González | 86' |

| 28 | MED | David Dioses          | 73' |
| 22 | DEL | José Carlos Fernández | 73' |
| 17 | DEL | Kleiber Palomino      | 86' |
| 7  | DEL | Osnar Noronha         | 86' |

| 58' · 68' | Percy Liza | 1:0 2:1 |

| 66' | Felipe Rodríguez | 1:1 |

| 30' · 78' · 90+3' | Horacio Calcaterra Martín Távara Alejandro González |

| 35' · 71' · 77' · 86' | Rely Fernández Horacio Benincasa Eduardo Rabanal Jean Pierre Fuentes |

| Principal  | Edwin Ordóñez   |
| Asistentes | Abraham Loayza  |
|            | Álex Valdiviezo |
| Cuarto     | Hibert Villegas |

|  |                    |     |     |
|  | Tiros              | 12  | 6   |
|  | Tiros a puerta     | 7   | 2   |
|  | Faltas             | 16  | 21  |
|  | Saques de esquina  | 7   | 1   |
|  | Fueras de juego    | 4   | 2   |
|  | Posesión del balón | 61% | 39% |

| 13    | POR   | Alejandro Duarte    |     |
| 15    | DEF   | Jhilmar Lora        |     |
| 4     | DEF   | Gianfranco Chávez   |     |
| 5     | DEF   | Omar Merlo          |     |
| 2     | DEF   | Johan Madrid        |     |
| 7     | MED   | Horacio Calcaterra  | 86' |
| 16    | MED   | Jesús Castillo      |     |
| 17    | MED   | Christofer Gonzales |     |
| 10    | DEL   | Jhon Marchán        | 45' |
| 8     | DEL   | Alejandro Hohberg   | 69' |
| 21    | DEL   | Irven Ávila         | 75' |
| D. T. | D. T. | Roberto Mosquera    |     |

| 12    | POR   | Manuel Heredia      |     |
| 25    | DEF   | Eduardo Rabanal     | 86' |
| 3     | DEF   | Gonzalo Godoy       |     |
| 13    | DEF   | Horacio Benincasa   |     |
| 4     | DEF   | Rafael Lutiger      |     |
| 11    | MED   | Javier Núñez        | 86' |
| 31    | MED   | Jean Pierre Fuentes |     |
| 23    | MED   | Jesús Barco         | 73' |
| 10    | MED   | Felipe Rodríguez    |     |
| 19    | DEL   | Mauro Guevgeozián   | 73' |
| 29    | DEL   | Rely Fernández      |     |
| D. T. | D. T. | Pablo Peirano       |     |

| 30 | DEL | Percy Liza         | 45' |
| 25 | MED | Martín Távara      | 69' |
| 20 | DEL | Joao Grimaldo      | 75' |
| 22 | DEF | Alejandro González | 86' |

| 28 | MED | David Dioses          | 73' |
| 22 | DEL | José Carlos Fernández | 73' |
| 17 | DEL | Kleiber Palomino      | 86' |
| 7  | DEL | Osnar Noronha         | 86' |

| 58' · 68' | Percy Liza | 1:0 2:1 |

| 66' | Felipe Rodríguez | 1:1 |

| 30' · 78' · 90+3' | Horacio Calcaterra Martín Távara Alejandro González |

| 35' · 71' · 77' · 86' | Rely Fernández Horacio Benincasa Eduardo Rabanal Jean Pierre Fuentes |

| Principal  | Edwin Ordóñez   |
| Asistentes | Abraham Loayza  |
|            | Álex Valdiviezo |
| Cuarto     | Hibert Villegas |

|  |                    |     |     |
|  | Tiros              | 12  | 6   |
|  | Tiros a puerta     | 7   | 2   |
|  | Faltas             | 16  | 21  |
|  | Saques de esquina  | 7   | 1   |
|  | Fueras de juego    | 4   | 2   |
|  | Posesión del balón | 61% | 39% |

|                                      |
| Campeón Sporting Cristal 1.er título |